# Piteå stadsdistrikt
Piteå stadsdistrikt är ett distrikt i Piteå kommun och Norrbottens län. Distriktet omfattar de centrala delarna av tätorten Piteå samt ett område norrut kring Fårön och utöver detta även tre exklaver belägna längre österut och söderut i södra Norrbotten. 

## Tidigare administrativ tillhörighet
Distriktet inrättades 2016 och utgörs av huvuddelen av det område som Piteå stad omfattade före 1967.
Området motsvarar den omfattning Piteå stadsförsamling hade 1999/2000 och fick 1686 efter utbrytning ur Piteå landsförsamling.

## Tätorter och småorter
I Piteå stadsdistrikt finns en tätort men inga småorter.

### Tätorter
- Piteå (del av)